# Koło Senatorów Niezależnych

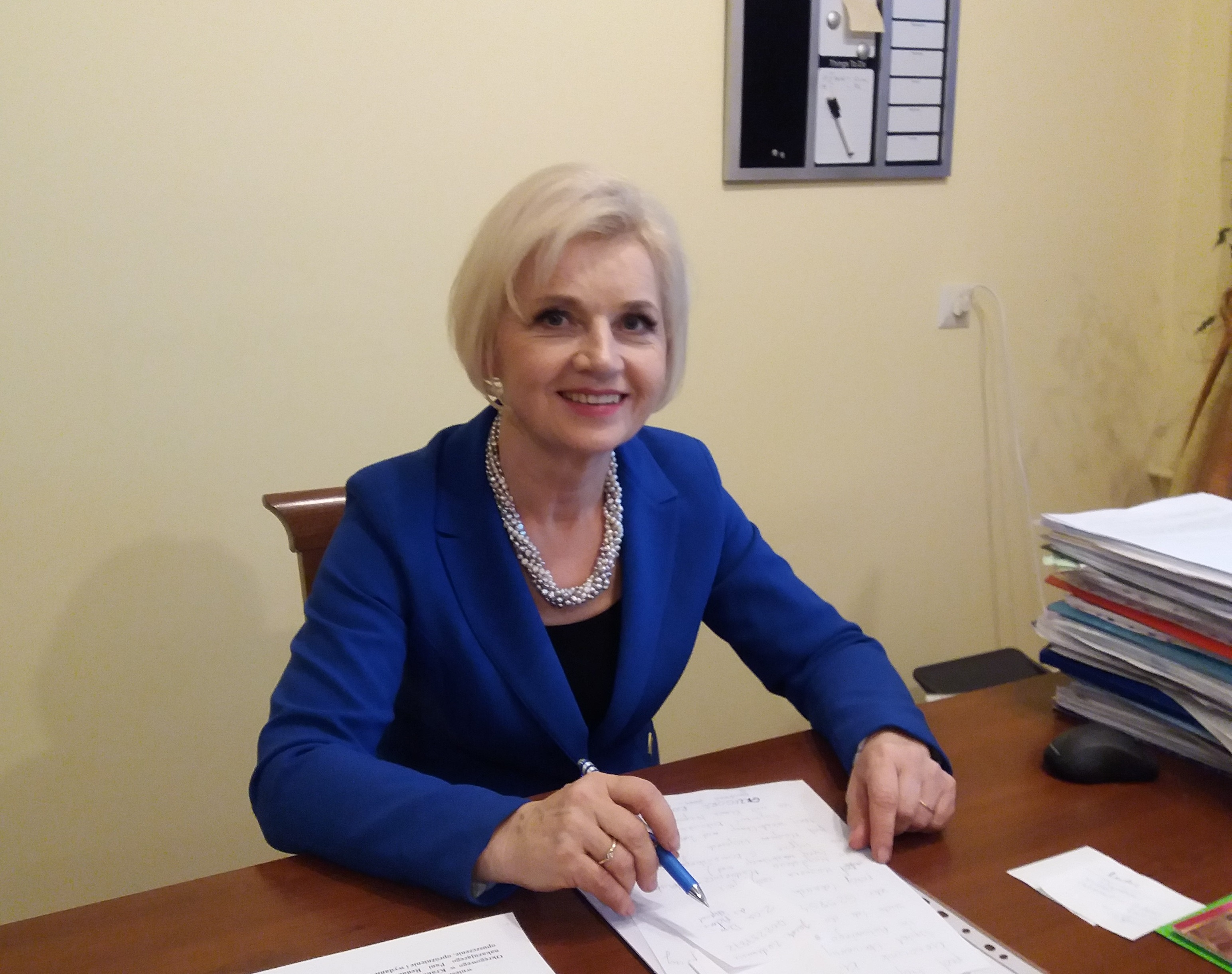
Lidia Staroń – przewodnicząca koła w IX i X kadencji Senatu

Koło Senatorów Niezależnych – koło senackie działające w Senacie VIII, IX i X kadencji, zrzeszające senatorów niezależnych z różnych stron sceny politycznej.

## Historia
Koło o tej nazwie po raz pierwszy powstało po wyborach parlamentarnych w 2011, jednak już w latach 1993–1997 funkcjonował Klub Senatorów Niezależnych liczący początkowo 7, a pod koniec kadencji 5 senatorów. W latach 1997–2007 natomiast senatorowie niezależni tworzyli wspólne koło z Polskim Stronnictwem Ludowym (do 2005 pod nazwą Koło Senatorów Ludowych i Niezależnych, a od 2005 Koło Senatorów Niezależnych i Ludowych). Po wyborach w 2011 Koło Senatorów Niezależnych utworzyli centroprawicowy senator Jarosław Obremski wybrany z ramienia związanego z Obywatelami do Senatu (posiadającymi koło senackie pod koniec poprzedniej kadencji) i ODŚ komitetu Rafała Dutkiewicza oraz wybrani jako kandydaci niezależni centrolewicowi senatorowie Włodzimierz Cimoszewicz (na początku kadencji wykluczony z SLD) i Kazimierz Kutz (który stanął na czele koła), do których wkrótce dołączył Marek Borowski z Socjaldemokracji Polskiej (którą opuścił pod koniec kadencji). Po wyborach w 2015 ponownie powołano koło, w którego składzie po raz kolejny znaleźli się Marek Borowski i Jarosław Obremski, a także dotychczasowa centroprawicowa posłanka Lidia Staroń (która niedługo wcześniej odeszła z PO, została ona nową przewodniczącą koła) – wszyscy wybrani z własnych komitetów. W maju 2016 Jarosław Obremski przeszedł do klubu PiS, jednak do koła dołączył wybrany z ramienia PSL, niezrzeszony wówczas centroprawicowy senator Józef Zając. Po kilku tygodniach powrócił on jednak do klubu PSL, w związku z czym KSN uległo rozwiązaniu. Reaktywowali je po wyborach w 2019 wybrani z własnych komitetów Lidia Staroń (która ponownie została przewodniczącą), a także nowo wybrani do Senatu Krzysztof Kwiatkowski i Wadim Tyszkiewicz. Dwaj ostatni poparli w głosowaniu na marszałka Senatu kandydaturę Tomasza Grodzkiego z PO przeciw dotychczasowemu marszałkowi Stanisławowi Karczewskiemu z PiS (Lidia Staroń wstrzymała się od głosu), w związku z czym senatorowie opozycyjni wobec rządzącego PiS uzyskali w Senacie przewagę. W wyborach w 2023 Krzysztof Kwiatkowski i Wadim Tyszkiewicz uzyskali reelekcję, co nie udało się Lidii Staroń. W Senacie kolejnej kadencji KSN zostało zastąpione przez Koło Senackie Niezależni i Samorządni.

## Senatorowie

### Senatorowie X kadencji
- Krzysztof Kwiatkowski
- Lidia Staroń – przewodnicząca Koła Senatorów Niezależnych
- Wadim Tyszkiewicz

### Senatorowie IX kadencji
- Marek Borowski, później niezrzeszony, pod koniec kadencji partia PO
- Jarosław Obremski – do 18 maja 2016, później klub PiS
- Lidia Staroń – przewodnicząca Koła Senatorów Niezależnych, później niezrzeszona
- Józef Zając, wybrany z ramienia PSL – od 10 maja 2016, wcześniej klub PSL i niezrzeszony; później klub PSL, pod koniec kadencji klub PiS i partia Porozumienie

Koło funkcjonowało do 14 czerwca 2016.

### Senatorowie VIII kadencji
- Włodzimierz Cimoszewicz
- Marek Borowski – od 20 grudnia 2011, wcześniej niezrzeszony
- Kazimierz Kutz – przewodniczący Koła Senatorów Niezależnych
- Jarosław Obremski, wybrany z ramienia KWW Rafał Dutkiewicz